# Aloândia
Aloândia is een gemeente in de Braziliaanse deelstaat Goiás. De gemeente telt 2.118 inwoners (schatting 2009).